# Eutzsch
Eutzsch is een plaats en voormalige gemeente in de Duitse deelstaat Saksen-Anhalt, en maakt deel uit van de Landkreis Wittenberg.
Eutzsch telt 654 inwoners.